# Strepsils
Strepsils là một loại dược phẩm của công ty Reckitt Benckiser chế tạo. Strepsils là một loại thuốc viên nhỏ, thường là thuốc viên bào chế để được hòa tan từ từ trong miệng để tạm thời ngăn chặn cơn ho, bôi trơn và làm dịu các mô bị kích thích cổ họng (thường do viêm họng), có thể từ cúm lạnh hoặc bệnh phổ biến khác. Thuốc trị đau họng này có thể chứa benzocaine, thuốc tê, hoặc dầu khuynh diệp.